# Primostek
Primostek je naselje v Občini Metlika.